# Ілько Іван Іванович
Іван Іванович Ілько́ (нар. 4 березня 1938, Дулово) — український живописець і монументаліст; член Спілки художників України з 1968 року. Заслужений художник України з 1994 року; народний художник України з 2018 року.

## Біографія
Народився 4 березня 1938 року в селі Дуловому (тепер Тячівський район Закарпатської області, Україна). 1957 року закінчив відділення декоративного розпису Ужгородського училища прикладного мистецтва (викладачі Йосип Бокшай, Адальберт Ерделі, Федір Манайло, Антон Шепа, Антон Кашшай).
Працював вчителем; з 1963 року займав посаду інженера з культури виробництва на Тячівському деревообробному комбінаті. З 1965 року працював у майстерні Закарпатського художньо-виробничого комбінату Художфонду УРСР: з 1973 року — головний художник. Живе в Ужгороді, в будинку на вулиці Лермонтова № 7-А, квартира 66.

## Творчість
Працює в галузі станкового живопису (переважно тематичні картини і пейзажі) і монументального мистецтва (у техніках мозаїки, сграфіто, вітража, розпису). Серед робіт:
живопис
- «Сутінки» (1960);
- «Натюрморт» (1965);
- «Сонячна долина» (1966);
- «Полудень» (1966);
- «Межигір'я» (1967);
- «Думи» (1968);
- «Обійстя вуйка Симка» (1968);
- «Верховини» (1969);
- «Вівчарі» (1971);
- «Початок великої ріки (Чорногори)» (1971);
- «Полонина Красна» (1976);
- «Гуцульщина» (1983);
- «На своїй землі» (1985);
- «Осіння днина» (1985);
- «Зустріч молодих» (1985);
- «Самота» (1995);
- «Крик сойки над замком графа Шенборна» (1995);
- триптих «Ґаздівство вуйка Симка» (2000);
- «Світ, що пройшов» (2006);
- «Осінь» (2007);
- «Вечірній дзвін» (2007);
- диптих «Синєвирська поляна» (2007);
- «Танець молодої» (2008);
- «Свати» (2008);
- «Осінні полонини» (2008);
- «Розпогодилося» (2008);
- «Верховинський мотив» (2008);
- диптих «Полонина Остра» (2008);
- «Сніг іде» (2008).

монументальне мистецтво
- оформлення
  - Будинку культури у Тячеві (1965—1966);
  - санаторію «Прикарпаття» у місті Трускавці Львівської області (1967—1968);
  - Будинку політичної освіти в Ужгороді (1975—1977).
- вітраж «Життя» (1980);

Брав участь в обласних, всеукраїнських, всесоюзних мистецьких виставках з 1959 року, зарубіжних (Словаччина, Болгарія, Німеччина, Канада) — з 1967 року. Персональні виставки пройшли в Тячеві у 1966 році, Ужгороді у 1985, 1990, 1998, 2003, 2013, 2016 роках, Михайлівцях та Меджилаборцях (Словаччина) у 1994—1995 роках, Києві у 1999 році.
Твори художника зберігаються у багатьох приватних колекціях, а також закуплені Дирекцією виставок Національної спілки художників України, Закарпатським обласним художнім музеєм імені Йосипа Бокшая, художніми музеями Праги (Чехія), Сату-Маре (Румунія).
В Ужгороді у 2003 році і в Києві у 2008 році вийшли друком каталоги його робіт.